# I Am Not a Witch
I Am Not a Witch è un film del 2017 diretto da Rungano Nyoni.
Il film è una coproduzione internazionale, proiettato nella sezione Quinzaine al Festival di Cannes 2017, e ha vinto il BAFTA al miglior esordio britannico da regista, sceneggiatore o produttore, per Nyoni e il produttore Emily Morgan ai 71 ° British Academy Film Awards. È stato selezionato come candidato britannico alla 91ª edizione degli Oscar al miglior film in lingua straniera agli Oscar.

## Trama
In Zambia, una bambina di otto anni, provoca così tanti disordini nel suo villaggio che viene etichettata come strega e viene inviata in un campo di streghe composto da donne anziane. Donne che eseguono i lavori manuali mentre sono legate a nastri che, partendo da grandi bobine, limitano i loro movimenti. L'alternativa è essere trasformate in capre.

## Produzione
La sceneggiatrice e regista Rungano Nyoni, al suo primo lungometraggio, è stata ispirata da storie reali di accuse di stregoneria in Zambia. Nella sua ricerca per il film, ha viaggiato in Ghana e ha trascorso del tempo in un vero campo di streghe, osservando la sua vita quotidiana e i suoi rituali

## Accoglienza
Sull'aggregatore di recensioni Rotten Tomatoes, il film ha un indice di gradimento del 100% sulla base di 37 recensioni, con una valutazione media di 7,4 / 10.
Mark Kermode di The Observer ha assegnato al film quattro stelle su cinque, lodando il lavoro di Nyoni, la cinematografia di David Gallego e la performance di Mulubwa scrivendo: "L'opera prima di Rungano Nyoni, la storia di una ragazza in Zambia accusata di stregoneria, è comica, tragica - e accattivantemente bella. Jessica Kiang di Variety, ha anche elogiato la cinematografia di Gallego dichiarando: "L'approccio di Nyoni può essere un po' troppo caotico e un po' troppo obliquo per essere pienamente comprensibile (in particolare i suoi riferimenti musicali possono esagerare e alcune delle ellissi narrative confondono). L'investigazione delle dicotomie dell'antico e del moderno, familiare e alieno, prosaico e mistico, ha chiaramente molto da dire, e ora, grazie a questo debutto corroborante, avvincente e provocatorio, ha una carriera tutta avanti a lei.
Anna Smith, che scrive per Time Out, ha dato a I Am Not a Witch quattro stelle su cinque, definendo Rungano Nyoni una "regista e sceneggiatrice dal debutto impressionante, che fa funzionare questo inebriante mix". Stephen Dalton di The Hollywood Reporter ha definito il film "Un lungometraggio di debutto originale e stilisticamente fresco della giovane regista gallese dello Zambia Rungano Nyoni, I Am Not a Witch è uno dei più frizzanti film in anteprima nella Quinzaine des Réalisateurs a Cannes. Una storia favolistica su una giovane ragazza africana bandita dal suo villaggio per presunta stregoneria, che mescola umorismo impassibile con leggero surrealismo, vivide immagini e scelte musicali insolite.

### Riconoscimenti
I Am Not a Witch ha raccolto diverse nomination e premi in festival cinematografici importanti, tra cui una vittoria al 71 ° British Academy Film Awards come Miglior Debutto di uno scrittore, regista o produttore britannico e 10 nomination e tre vittorie al British Independent Film Awards 2017.